# Johann Heim Niemand
Johann Heim Niemand (* 26. März 1817 in St. Annen; † 11. April 1905 in Heide) war ein Pfennigmeister der Landschaft Norderdithmarschen.

## Leben und Wirken
Johann Heim Niemand war ein Sohn des Hofbesitzers Claus Heim Niemand (* 20. November 1790 in St. Annen; † 13. Mai 1843 ebenda) und dessen Ehefrau Elsabe Christine, geborene Heim (* 22. November 1796 in St. Annen; † 29. Januar ebenda). Der Vorname „Heim“ geht zurück auf Johann Niemand (1761–1832) aus Rehm. Er heiratete Martje Heim (1789) und trat somit ein den alten Heim-Hof von St. Annen ein. Männliche Familienmitglieder tragen diesen Vornamen bis heute.
Niemand erhielt seine Schulbildung an der Dorfschule von St. Annen und der Husumer Gelehrtenschule, die er 1838 verließ. Im Wintersemester 1838/39 begann er ein Studium der Rechte und Philologie an der Universität Kiel. Zum Wintersemester 1840/41 wechselte er nach Heidelberg, später nach Berlin. Danach arbeitete für kurze Zeit bei Landvogt Paul Boysen in Heide. Im Dezember 1845 wurde er zum Vogt des Kirchspiels Büsum gewählt und im Februar 1846 vom Landesherren als solcher ernannt. Somit gehörte er dem Landesvorsteherkollegium von Norderdithmarschen an und fungierte als Schreiber des Kirchspiels. Das Kollegium der Kirchspielvorsteher ernannte ihn darüber hinaus zum Kirchspieleinnehmer. Ab 1850 arbeitete er auch als Inspektor des Friedrichsgabekoogs. Während der Schleswig-Holsteinischen Erhebung vertrat er den 4. Holsteinischen Wahldistrikt (Lunden) in der Konstituierenden Landesversammlung. Die dänische Regierung entzog ihm trotzdem nach Kriegsende seine Posten nicht.
Nach dem Tod Friedrich Griebels übernahm Niemand kommissarisch das Amt des Landespfennigsmeisters. Das Landesvorsteherkollegium bestätigte dies im November 1861 durch eine Wahl. Als Hebungsbeamter und Rechnungsführer der landschaftlichen Kasse bekam Niemand so eine bedeutende Position in der Selbstverwaltung der Landschaft. Nachdem Preußen 1867 die Herzogtümer annektiert hatte und die bis dahin bestehenden Verwaltungsinstitutionen am 22. September 1867 größtenteils auflöste, arbeitete Niemand übergangsweise als Landespfennigmeister des Landkreises Norderdithmarschen.
1879 wurde Niemand vom Landespfennigmeister zum Kreisredanten umbenannt. Vom 26. Mai 1888 bis zum April 1889, als eine neue Kreisordnung in Kraft trat, hatte er dieses Amt unter Landrat Emil Voerster inne. Danach leitete er in der neuen Kommunalverwaltung die Kreiskommunalkasse und blieb bis zu seinem Tod Landespfennigmeister. Mit dem Amt arbeitete er auch als ehrenamtlicher Kreisdeputierter und gehörte dem Kreisausschuss an, wobei die Mitgliedschaft im Kreisausschuss die bedeutendere Position war. Der Ausschuss unterstand dem Landrat und stellte das tatsächliche Exekutivorgan des Kreises dar.
Niemand erwarb sich insbesondere während der Amtszeit des Landrates Wilhelm Behncke ab 1893 große Verdienste im Küstenschutz und der Verbesserung des Deichwesens im Bereich von Nordsee und Eider. Ab 1892 engagierte er sich als Vorsitzender der landwirtschaftlichen Deichkommission und schuf im Alter von 85 die Basis für ein neues Deichbandstatut.
Von der Wahl 1868 bis zum freiwilligen Ende 1894 vertrat Niemand die Norderdithmarschener Kreisversammlung im Schleswig-Holsteinischen Provinziallandtag. Ab Ende 1871 vertrat er die Landgemeinden im neuen Ständischen Verwaltungs-Ausschuss. 1878 wurde er als Repräsentant der kleinen Grundbesitzer erneut in das Gremium gewählt. Von 1875 bis 1894 übernahm er den stellvertretenden Vorsitz des Provinziallandtages und des Provinzialausschusses. Ab 1874 gehörte er zudem dem Vorstand des Heidekulturvereins für Norderdithmarschen an und übernahm dort die Kassenführung. 1901 wurde er erneut zum Kreisdeputierten gewählt.
Niemand erhielt den Roten Adlerorden 4. Klasse und 1891 den Kronenorden 3. Klasse verliehen.

## Familie
Niemand heiratete am 10. Juli 1846 in Husum Catharina Margarethe Rehder (* 17. April 1818 in Husum; † 7. März 1892 in Heide). Sie war eine Tochter des Husumer Kaufmanns und Ratsherren Peter Hinrich Rehder. Aus dieser Ehe gingen vier Kinder hervor. Der Sohn Claudius Johannes Heim (* 6. März 1849 in Büsum; † 1. März 1927 in Heide) arbeitete von 1878 bis 1881 als Arzt in Flensburg und von 1883 bis 1895 in Buffalo, anschließend bis Lebensende in Heide. Er gehörte seit 1913 dem Kreistag an und übernahm während des Ersten Weltkriegs zwischenzeitlich das Amt des stellvertretenden Bürgermeister.